# U-22-Leichtathletik-Länderkampf der Männer 1986 BR Deutschland – Frankreich – Polen – Tschechoslowakei
| 15. Leichtathletik-Länderkampf mit bundesdeutscher Beteiligung 1986                    | 15. Leichtathletik-Länderkampf mit bundesdeutscher Beteiligung 1986 |
| -------------------------------------------------------------------------------------- | ------------------------------------------------------------------- |
|                                                                                        |                                                                     |
| U22-Ländervergleich der Männer: BR Deutschland – Frankreich – Polen – Tschechoslowakei |                                                                     |
| Austragungsort                                                                         | Recklinghausen                                                      |
| Wettbewerbe                                                                            | 19                                                                  |
| Datum                                                                                  | 3. August                                                           |
| 1. FRG 2. FRA 3. CSK 4. POL                                                            | 214 Punkte 168 Punkte 155 Punkte 116 Punkte                         |
| Chronik                                                                                |                                                                     |
| ← FRG-FRA-NLD-SUI Str'lauf (F)                                                         | FRG-FRA-POL-CSK U22 (F) →                                           |

Der fünfzehnte Vergleich des Länderkampfjahres 1986 war ein Vierländervergleich für männliche Sportler aus der Altersgruppe U22 mit einem allgemeinen leichtathletischen Programm. Als U22-Länderkampf hatte es zuvor noch keine Begegnungen mit bundesdeutscher Beteiligung gegeben. In ähnlicher Form waren jedoch sogenannte Nachwuchs-Länderkämpfe durchgeführt worden, unter anderem 1978 gegen Frankreich und 1981 gegen Italien. In diesem Jahr traten die U22-Athleten am 3. August in Recklinghausen gegen Frankreich, Polen und die Tschechoslowakei an. Die weiblichen U22-Leichtathletinnen führten am selben Ort parallel ebenfalls einen Vierländerkampf durch.

## Modus
Ausgetragen wurden neunzehn Wettbewerbe und damit einer weniger als bei Länderkämpfen der Männer üblich. Aus dem üblichen Programm fehlte der 10.000-Meter-Lauf. Außerdem fanden der 5000-Meter-Lauf und 3000-Meter-Hindernislauf verkürzt statt. Anstelle des Rennens über 5000 Meter wurde ein Lauf über 3000 Meter ausgetragen und im Hindernislauf wurden 2000 Meter gelaufen. Aus dem olympischen Wettbewerbskatalog fehlten so nur der 5000 und 10.000-Meter-Lauf, der Marathonlauf, die beiden Gehdisziplinen sowie der Zehnkampf. In den Einzelwettbewerben erhielt der Sieger neun Punkte, der Zweitplatzierte sieben, der Drittplatzierte sechs, der Viertplatzierte fünf Punkte usw. In den Staffeln gab es zehn zu sieben zu vier zu zwei Punkte.
Das polnische Team ließ sich in drei Wettbewerben (2000-Meter-Hindernislauf, Stabhochsprung, Dreisprung) nur durch einen Teilnehmer vertreten und stellte im 400-Meter-Lauf gar keinen Sportler. Alle anderen Mannschaften traten in allen Disziplinen mit jeweils zwei Wettbewerbern an.

## Ergebnis
In den Einzelläufen erzielte die Bundesrepublik vier Siege in den Disziplinwertungen, Frankreich sowie die Tschechoslowakei je zwei und Polen einen. Von den Staffeln gewannen die Bundesrepublik und Frankreich je eine. Im Bereich Sprung kamen die französischen und tschechoslowakischen Sportler zu je einem Disziplingewinn. Frankreich und die Bundesrepublik teilten sich den Sieg in zwei Wertungen. In der Kategorie Wurf/Stoß entschied die Tschechoslowakei zwei Wettbewerbe für sich, Deutschland verbuchte eine Disziplin. Außerdem lagen die französischen und bundesdeutschen Sportler hier in einem Wettbewerb gemeinsam vorn. Der Ausgang des Aufeinandertreffens war am Ende sehr eindeutig. Das bundesdeutsche Team erzielte 214 Punkte und siegte mit einem Vorsprung von 46 Punkten vor Frankreich. Mit einem Rückstand von dreizehn Punkten auf Frankreich wurde die Tschechoslowakei Dritter vor Polen (weitere 39 Punkte zurück).

## Legende
Kurze Übersicht zur Bedeutung der Symbolik – so üblicherweise auch in sonstigen Veröffentlichungen verwendet:
| NMH | keine Höhe (No Mark) |

## Einzelresultate

### 100 m
| Platz | Athlet             | Land | Zeit (s) |
| ----- | ------------------ | ---- | -------- |
| 1     | Dirk Schweisfurth  | FRG  | 10,59    |
| 2     | Andreas Knötgen    | FRG  | 10,69    |
| 3     | Thierry Lauret     | FRA  | 10,74    |
| 4     | Alain Mazella      | FRA  | 10,76    |
| 5     | Dušan Sukup        | CSK  | 10,87    |
| 6     | Tomasz Biegun      | POL  | 10,91    |
| 7     | Jiří Mezihorák     | CSK  | 10,99    |
| 8     | Marek Pariaszewski | POL  | 11,04    |

Wind: +0,62 m/s

### 200 m
| Platz | Athlet           | Land | Zeit (s) |
| ----- | ---------------- | ---- | -------- |
| 1     | Norbert Dobeleit | FRG  | 21,10    |
| 2     | Robert Kurnicki  | POL  | 21,23    |
| 3     | Andreas Knötgen  | FRG  | 21,24    |
| 4     | Thierry Lauret   | FRA  | 21,63    |
| 5     | Ivo Ryznak       | CSK  | 21,84    |
| 6     | Jiří Valík       | CSK  | 21,96    |
| 7     | Jacek Licnerski  | POL  | 22,01    |
| 8     | Pierre Camara    | FRA  | 22,03    |

Wind: +1,2

### 400 m
| Platz | Athlet                 | Land | Zeit (s) |
| ----- | ---------------------- | ---- | -------- |
| 1     | Pavel Hýsek            | CSK  | 47,23    |
| 2     | Jean Christophe Cauvin | FRA  | 47,28    |
| 3     | Charles Lautric        | FRA  | 47,33    |
| 4     | Lars Klingenberg       | FRG  | 47,43    |
| 5     | Jürgen Gruber          | FRG  | 48,01    |
| 6     | Martin Chrdle          | CSK  | 48,47    |

Polen war in diesem Wettbewerb nicht vertreten.

### 800 m
| Platz | Athlet               | Land | Zeit (min) |
| ----- | -------------------- | ---- | ---------- |
| 1     | Rafał Jerzy          | POL  | 1:48,11    |
| 2     | Axel Harries         | FRG  | 1:48,18    |
| 3     | Milan Drahonovský    | CSK  | 1:48,74    |
| 4     | Piotr Piekarski      | POL  | 1:49,43    |
| 5     | Uwe Manns            | FRG  | 1:49,70    |
| 6     | Marcel Theer         | CSK  | 1:49,89    |
| 7     | Vincent Hannebicq    | FRA  | 1:50,19    |
| 8     | Patrick Pierre-Elies | FRA  | 1:50,72    |

### 1500 m
| Platz | Athlet            | Land | Zeit (min) |
| ----- | ----------------- | ---- | ---------- |
| 1     | Dieter Baumann    | FRG  | 3:47,11    |
| 2     | Dariusz Skura     | POL  | 3:48,04    |
| 3     | Jan Kraus         | CSK  | 3:48,12    |
| 4     | Mariusz Lugowski  | POL  | 3:48,26    |
| 5     | Klaus Klein       | FRG  | 3:48,28    |
| 6     | Christian Grunder | FRA  | 3:48,76    |
| 7     | Ivan Adámek       | CSK  | 3:49,57    |
| 8     | Yves Gardes       | FRA  | 3:54,52    |

### 3000 m
| Platz | Athlet              | Land | Zeit (min) |
| ----- | ------------------- | ---- | ---------- |
| 1     | Steffen Brand       | FRG  | 8:14,44    |
| 2     | Detlef Schwarz      | FRG  | 8:15,17    |
| 3     | Philippe Bolzer     | FRA  | 8:16,50    |
| 4     | Jozef Výbošťok      | CSK  | 8:17,21    |
| 5     | Remy Rampteau       | FRA  | 8:28,79    |
| 6     | Ryszard Witt        | POL  | 8:40,90    |
| 7     | Zdzisław Włodarczyk | POL  | 8:59,73    |
| 8     | Zdeněk Mezulianik   | CSK  | 9:19,72    |

### 110 m Hürden
| Platz | Athlet           | Land | Zeit (s) |
| ----- | ---------------- | ---- | -------- |
| 1     | Pavel Sada       | CSK  | 14,13    |
| 2     | Robert Kurnicki  | POL  | 14,26    |
| 3     | Petr Obdržálek   | CSK  | 14,49    |
| 4     | Stephan Mattern  | FRG  | 14,59    |
| 5     | Uwe Bossecker    | FRG  | 14,61    |
| 6     | Jan Majewicz     | POL  | 14,63    |
| 7     | Olivier Vallaeys | FRA  | 14,72    |
| 8     | Philippe Boucher | FRA  | 15,11    |

Wind: −3,25 m/s

### 400 m Hürden
| Platz | Athlet             | Land | Zeit (s) |
| ----- | ------------------ | ---- | -------- |
| 1     | Jozef Kucej        | CSK  | 50,38    |
| 2     | Christian Walter   | FRG  | 50,73    |
| 3     | Pascal Maran       | FRA  | 50,76    |
| 4     | Gilles Vimbert     | FRA  | 50,77    |
| 5     | Jan Majewicz       | POL  | 51,26    |
| 6     | Stanislav Návesňák | CSK  | 51,34    |
| 7     | Andrzej Nowak      | POL  | 51,67    |
| 8     | Werner Brattinger  | FRG  | 51,96    |

### 2000 m Hindernis
| Platz | Athlet            | Land | Zeit (min) |
| ----- | ----------------- | ---- | ---------- |
| 1     | Sławomir Gurny    | POL  | 5:31,84    |
| 2     | Bertrand Itsweire | FRA  | 5:38,06    |
| 3     | Claude Bolzer     | FRA  | 5:39,48    |
| 4     | Volker Werner     | FRG  | 5:39,82    |
| 5     | Josef Kazanecki   | CSK  | 5:45,69    |
| 6     | Ralf Kneller      | FRG  | 5:46,50    |
| 7     | Milan Kapusta     | CSK  | 5:47,99    |

Für Polen startete in diesem Wettbewerb nur ein Teilnehmer.

### 4 × 100 m Staffel
| Platz | Besetzung      | Land                                                              | Zeit (s) |
| ----- | -------------- | ----------------------------------------------------------------- | -------- |
| 1     | BR Deutschland | Andreas Knötgen Stefan Meyer Stephan Vogel Dirk Schweisfurth      | 40,14    |
| 2     | Frankreich     | Thierry Lauret Pierre Camara Christophe Bouttard Alain Mazella    | 40,28    |
| 3     | Tschechien     | Polomský Dušan Sukup Ivo Ryznak Jiří Mezihorák                    | 40,38    |
| 4     | Polen          | Tomasz Biegun Jacek Licznerski Robert Kurnicki Marek Pariaszewski | 40,44    |

### 4 × 400 m Staffel
| Platz | Besetzung      | Land                                                              | Zeit (min) |
| ----- | -------------- | ----------------------------------------------------------------- | ---------- |
| 1     | Frankreich     | Charles Lautric Lebras Jean Christophe Cauvin Thierry Diagana     | 3:08,46    |
| 2     | BR Deutschland | Andreas Zügel Thomas Nettersheim Frank Thaleiser Christian Walter | 3:08,51    |
| 3     | Tschechien     | Stanislav Návesňák Jozef Kucej Marcel Theer Pavel Hýsek           | 3:10,91    |
| 4     | Polen          | Andrzej Nowak Jan Majewicz Piotr Piekarski Rafał Jerzy            | 3:15,81    |

### Hochsprung
| Platz | Athlet               | Land | Höhe (m) |
| ----- | -------------------- | ---- | -------- |
| 1     | Dany Dhaneus         | FRA  | 2,24     |
| 2     | Bernhard Bensch      | FRG  | 2,18     |
| 3     | Marcin Chudak        | POL  | 2,15     |
| 4     | Alexander Niecke     | FRG  | 2,15     |
| 5     | Robert Ruffini       | CSK  | 2,15     |
| 6     | Eric Monnerais       | FRA  | 2,15     |
| 7     | Vladimir Stalmach    | CSK  | 2,10     |
| 8     | Wojciech Dakiniewicz | POL  | 1,70     |

### Stabhochsprung
| Platz | Athlet               | Land | Höhe (m) |
| ----- | -------------------- | ---- | -------- |
| 1     | Bernhard Zintl       | FRG  | 5,20     |
| 2     | Olivier Perrin       | FRA  | 5,10     |
| 3     | Pavel Sluka          | CSK  | 4,80     |
| 4     | Franck Quedru        | FRA  | 4,80     |
| 5     | Wojciech Dakiniewicz | POL  | 4,80     |
| 6     | Ralf Sapper          | FRG  | 4,60     |
| NMH   | Vlastimil Juki       | CSK  |          |

Für Polen startete in diesem Wettbewerb nur ein Teilnehmer.

### Weitsprung
| Platz | Athlet             | Land | Weite (m) |
| ----- | ------------------ | ---- | --------- |
| 1     | Ivo Krsek          | CSK  | 8,04      |
| 2     | Christian Thomas   | FRG  | 7,85      |
| 3     | Robert Szeli       | CSK  | 7,78      |
| 4     | Peter Rouhi        | FRG  | 7,75      |
| 5     | Alain Boudard      | FRA  | 7,64      |
| 6     | Franck Lestage     | FRA  | 7,48      |
| 7     | Andrzej Grabarczyk | POL  | 7,20      |
| 8     | Marcin Chudak      | POL  | 6,02      |

### Dreisprung
| Platz | Athlet             | Land | Weite (m) |
| ----- | ------------------ | ---- | --------- |
| 1     | Andrzej Grabarczyk | POL  | 16,29     |
| 2     | Garfield Anselm    | FRA  | 16,07     |
| 3     | Kersten Wolters    | FRG  | 16,03     |
| 4     | Frantz Porier      | FRA  | 15,96     |
| 5     | Jaroslav Mrštík    | CSK  | 15,94     |
| 6     | Falk Howe          | FRG  | 15,46     |
| 7     | Petr Pich          | CSK  | 15,33     |

Für Polen startete in diesem Wettbewerb nur ein Teilnehmer.

### Kugelstoßen
| Platz | Athlet                  | Land | Weite (m) |
| ----- | ----------------------- | ---- | --------- |
| 1     | Richard Navara          | CSK  | 19,24     |
| 2     | Karsten Stolz           | FRG  | 19,00     |
| 3     | Miroslav Valch          | CSK  | 17,14     |
| 4     | Martin Gawehn           | FRG  | 17,03     |
| 5     | Jean Philippe Revallier | FRA  | 16,45     |
| 6     | Georges Robin           | FRA  | 16,04     |
| 7     | Grzegorz Kacprzak       | POL  | 15,16     |
| 8     | Jacek Dregier           | POL  | 11,02     |

### Diskuswurf
| Platz | Athlet                | Land | Weite (m) |
| ----- | --------------------- | ---- | --------- |
| 1     | Roger Bakowski        | FRG  | 56,36     |
| 2     | Stanislav Kovář       | CSK  | 53,06     |
| 3     | Jiří Vrábel           | CSK  | 52,78     |
| 4     | Marc Barral           | FRA  | 51,98     |
| 5     | Daniel Szymanski      | POL  | 50,68     |
| 6     | Jean-François Godfroy | FRA  | 50,04     |
| 7     | Lutz Hager            | FRG  | 48,70     |
| 8     | Grzegorz Kacprzak     | POL  | 25,00     |

### Hammerwurf
| Platz | Athlet               | Land | Weite (m) |
| ----- | -------------------- | ---- | --------- |
| 1     | Klaus-Bernd Leitges  | FRG  | 70,52     |
| 2     | Christoph Koch       | FRG  | 68,32     |
| 3     | Raphaël Piolanti     | FRA  | 67,08     |
| 4     | Franck Kühn          | FRA  | 64,38     |
| 5     | Miroslav Kocielowicz | POL  | 62,04     |
| 6     | Jacek Dregier        | POL  | 61,88     |
| 7     | Miroslav Vrican      | CSK  | 60,12     |
| 8     | Richard Navara       | CSK  | 37,18     |

### Speerwurf
| Platz | Athlet               | Land | Weite (m) |
| ----- | -------------------- | ---- | --------- |
| 1     | Andreas Linden       | FRG  | 74,18     |
| 2     | Pascal Lefèvre       | FRA  | 72,88     |
| 3     | François Demontigny  | FRA  | 70,10     |
| 4     | Pavol Florek         | CSK  | 68,68     |
| 5     | Peter Schreiber      | FRG  | 68,36     |
| 6     | Vladimir Daněk       | CSK  | 64,40     |
| 7     | Daniel Szymanski     | POL  | 42,54     |
| 8     | Miroslav Kocielowicz | POL  | 34,88     |